# Christian Kerstiens

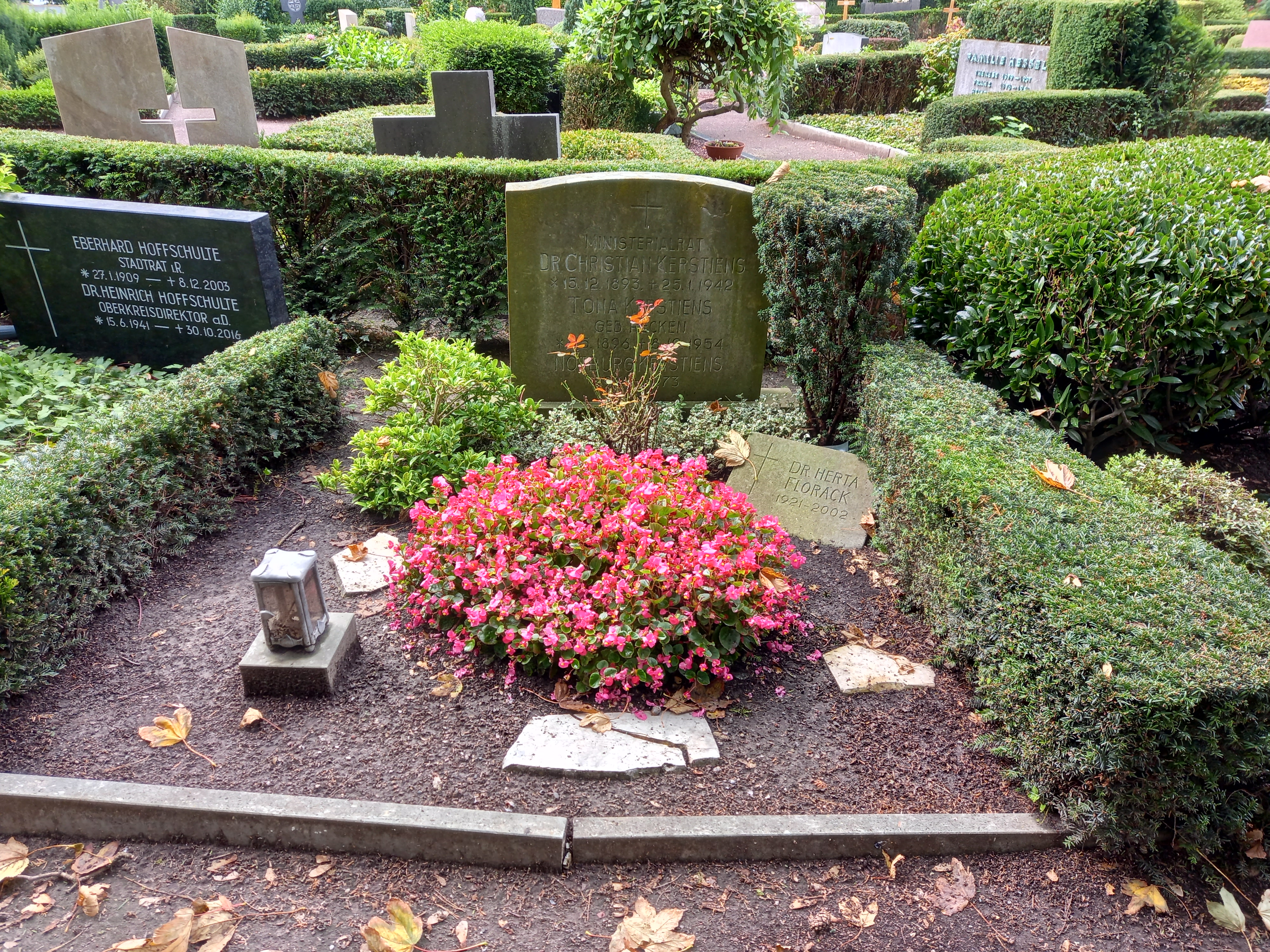
Das Grab von Christian Kerstiens und seiner Ehefrau Tona geborene Recken im Familiengrab auf dem neuen Friedhof St. Mauritz in Münster

Christian Kerstiens (Taufname: Christian Felix Ferdinand Maria; * 15. Dezember 1893 in Münster; † 25. Januar 1942 ebenda) war Ministerialrat bei der Bezirksregierung Münster und Vertreter des Regierungspräsidenten.

## Leben
Christian Kerstiens musste sein juristisches Studium wegen des Kriegsdienstes und anschließender französischer Gefangenschaft unterbrechen und legte seine erste juristische Staatsprüfung am 22. November 1920 ab. Nach Tätigkeiten als Referendar beim Oberlandesgericht Hamm und der Bezirksregierung Münster absolvierte er am 23. September 1923 das Assessorexamen und wurde der Regierung in Münster zugewiesen. Von Februar 1924 bis Oktober 1924 mit der Leitung des Polizeiamtes Bottrop beauftragt, wechselte er 1926 ins Preußische Innenministerium und war hier Referent von Erich Klausener. Zusammen mit Robert Kempner war er maßgeblich an der Entstehung des Preußischen Polizeiverwaltungsgesetzes beteiligt.
1927 der Preußischen Bau- und Finanzdirektion zugewiesen, kam er 1929 zum Oberpräsidium nach Charlottenburg und wurde hier 1934 Ministerialrat. In dieser Dienststellung kam Kerstiens im November 1936 zur Bezirksregierung Münster. Grundlage hierfür war § 5 Absatz 1 des Gesetzes zur Wiederherstellung des Berufsbeamtentums. Er besetzte die Stelle des Generaldezernenten für Polizeisachen und war der Vertreter des Regierungspräsidenten.